# Вілларбассе
Вілларбассе (італ. Villarbasse, п'єм. Vilarbasse) — муніципалітет в Італії, у регіоні П'ємонт,  метрополійне місто Турин.
Вілларбассе розташоване на відстані близько 540 км на північний захід від Рима, 19 км на захід від Турина.
Населення — 3473 особи (2014).
Щорічний фестиваль відбувається 28 липня. Покровитель — San Nazario.

## Демографія
Населення за роками:

Станом на 1 січня 2023 року в муніципалітеті офіційно проживали 123 іноземці з 25 країн, серед них 80 громадян країн Євросоюзу та 2 громадяни України.

## Персоналії
Бруно Ферреро народився  в Вілларбассе. 

## Сусідні муніципалітети
- Роста
- Риволі
- Ривальта-ді-Торино
- Бруїно
- Сангано
- Реано